# Campeonato Nacional de Albania 1952
El Campeonato Nacional de Albania de 1952 (en albanés, Kampionati Kombëtar Shqiptar 1952) fue la 15a. edición del Campeonato Nacional de Albania.

## Resumen
Fue disputado por 21 equipos y el Dinamo ganó el campeonato.

## Primera ronda

### Grupo A
|               | Pos. | Equipo           | PJ | PG | PE | PP | GF | GC | Dif. | Pts. |
| ------------- | ---- | ---------------- | -- | -- | -- | -- | -- | -- | ---- | ---- |
|               | 1    | Dinamo Tirana    | 12 | 12 | 0  | 0  | 46 | 2  | +44  | 24   |
|               | 2    | Puna Korçë       | 12 | 7  | 2  | 3  | 17 | 10 | +7   | 16   |
|               | 3    | Puna Durrës      | 12 | 5  | 3  | 4  | 11 | 12 | -1   | 13   |
| Decrecimiento | 4    | Spartaku Shkodër | 12 | 5  | 3  | 4  | 16 | 18 | -2   | 13   |
| Decrecimiento | 5    | Puna Kavajë      | 12 | 4  | 2  | 6  | 16 | 22 | -6   | 10   |
| Decrecimiento | 6    | Puna Gjirokastër | 12 | 2  | 2  | 8  | 14 | 26 | -12  | 6    |
| Decrecimiento | 7    | Puna Fier        | 12 | 0  | 2  | 10 | 4  | 34 | -30  | 2    |

### Grupo B
|               | Pos. | Equipo         | PJ | PG | PE | PP | GF | GC | Dif. | Pts. |
| ------------- | ---- | -------------- | -- | -- | -- | -- | -- | -- | ---- | ---- |
|               | 1    | Partizani      | 12 | 12 | 0  | 0  | 64 | 3  | +61  | 24   |
|               | 2    | Puna Shkodër   | 12 | 9  | 0  | 3  | 46 | 7  | -39  | 18   |
|               | 3    | Puna Vlorë     | 12 | 7  | 1  | 4  | 24 | 21 | +3   | 15   |
| Decrecimiento | 4    | Puna Berat     | 12 | 6  | 2  | 4  | 25 | 21 | +4   | 14   |
| Decrecimiento | 5    | Spartaku Korçë | 12 | 2  | 1  | 9  | 10 | 45 | -35  | 5    |
| Decrecimiento | 6    | Puna Lushnjë   | 12 | 2  | 1  | 9  | 8  | 47 | -39  | 5    |
| Decrecimiento | 7    | Puna Lezhë     | 12 | 0  | 3  | 9  | 7  | 40 | -33  | 3    |

### Grupo C
|               | Pos. | Equipo                          | PJ | PG | PE | PP | GF | GC | Dif. | Pts. |
| ------------- | ---- | ------------------------------- | -- | -- | -- | -- | -- | -- | ---- | ---- |
|               | 1    | Puna Tirana                     | 10 | 9  | 1  | 0  | 40 | 2  | +38  | 19   |
|               | 2    | Dinamo Vlorë                    | 10 | 6  | 2  | 2  | 16 | 15 | +1   | 14   |
|               | 3    | Luftëtari Sh.B.O. "Enver Hoxha" | 10 | 5  | 1  | 4  | 15 | 10 | +5   | 11   |
|               | 4    | Spartaku Pogradec               | 10 | 4  | 2  | 4  | 9  | 14 | -5   | 10   |
| Decrecimiento | 5    | Puna Elbasan                    | 10 | 2  | 1  | 7  | 12 | 32 | -20  | 5    |
| Decrecimiento | 6    | Puna Shijak                     | 10 | 0  | 1  | 9  | 4  | 23 | -19  | 1    |
| Decrecimiento | 7    | Spartaku Qyteti Stalin          | 0  | 0  | 0  | 0  | 0  | 0  | 0    | 0    |

## Fase final
|               | Pos. | Equipo        | PJ | PG | PE | PP | GF | GC | Dif. | Pts. |
| ------------- | ---- | ------------- | -- | -- | -- | -- | -- | -- | ---- | ---- |
|               | 1    | Dinamo Tirana | 10 | 7  | 2  | 1  | 28 | 4  | +24  | 16   |
|               | 2    | Partizani     | 10 | 7  | 1  | 2  | 25 | 8  | +17  | 15   |
|               | 3    | Puna Shkodër  | 10 | 5  | 2  | 3  | 21 | 20 | +1   | 12   |
|               | 4    | Puna Korçë    | 10 | 2  | 4  | 4  | 7  | 16 | -9   | 8    |
|               | 5    | Puna Tirana   | 10 | 3  | 1  | 6  | 14 | 17 | -3   | 7    |
| Decrecimiento | 6    | Dinamo Vlorë  | 10 | 0  | 2  | 8  | 3  | 33 | -30  | 2    |